# Edwardiella
Edwardiella es un género de hongos dentro de la familia Lichinaceae. Se trata de un género monotípico, que contiene la única especie Edwardiella mirabilis.